# Andrea Keszler
Andrea Keszler, née le 28 juillet 1989 est une patineuse de vitesse sur piste courte hongroise. En 2017, elle remporte la médaille d'argent du relai 3 000 m lors des championnats du monde. Elle fait partie de l'équipe olympique hongroise pour les jeux olympiques d'hiver de 2018. Elle participe à l'épreuve du 500 m et au relais 3 000 m.